# 園丁大街

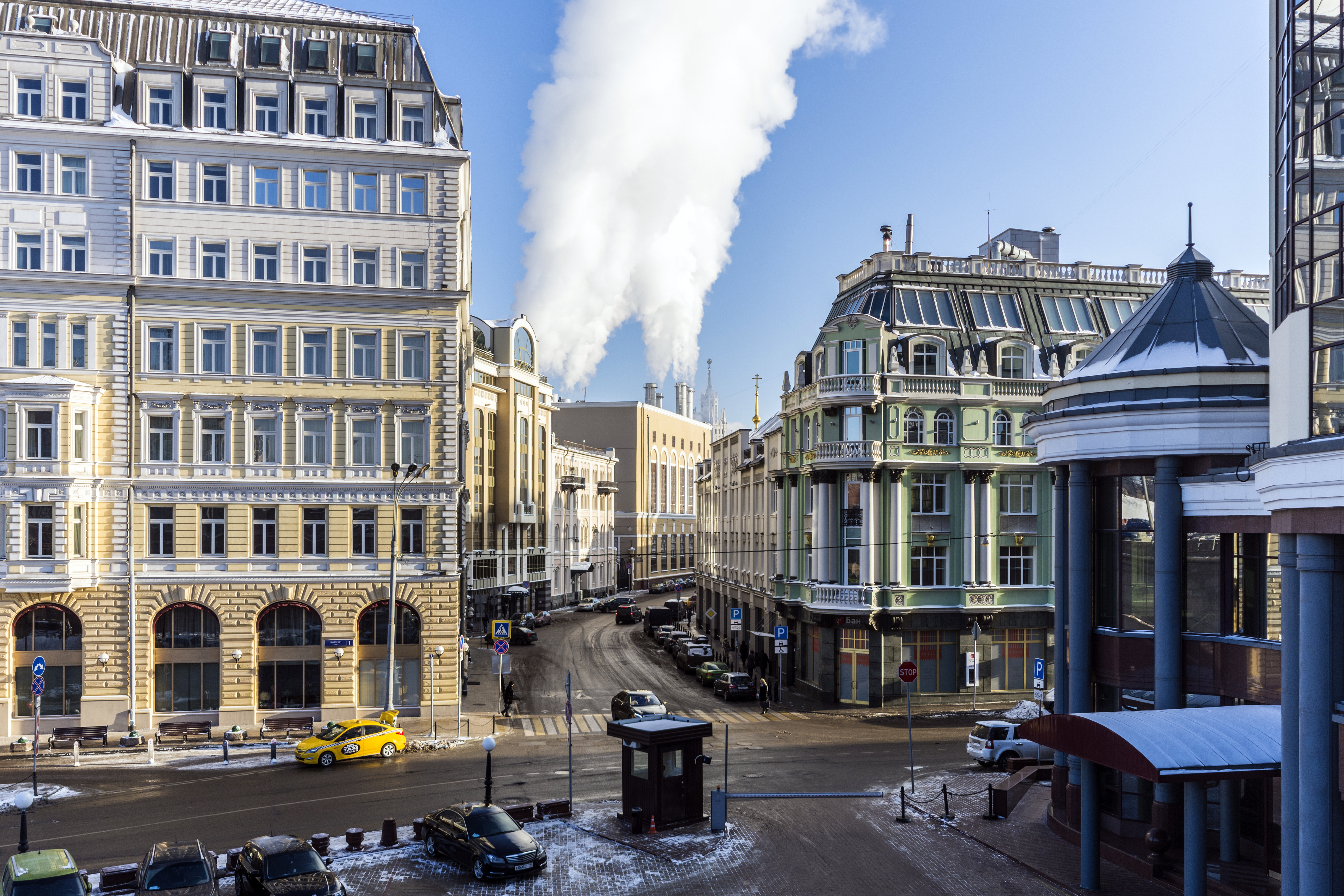
自莫斯科河大橋觀望

55°44′31″N 37°38′23″E / 55.74194°N 37.63972°E
園丁大街（俄语：Садо́вническая у́лица）是俄羅斯首都莫斯科一條街道，全長兩公里。西起克里姆林宮東南角對岸的巴爾舒格街，橫貫位於莫斯科河新舊河道之間的一座人工島上，東至花園環路止。
14世紀瓦西里一世大公在位時，克里姆林宮對岸開闢了花園。但洪水、河道變遷，以及易受外敵攻擊，都使莫斯科河以南一帶開發緩慢。18世紀下半葉，舊河道被開通成運河，1778-81年，修建了新戰爭部城堡（現莫斯科軍區總部）。19世紀末成為工廠及工人住宅區。1939-91年間，本街一度改以蘇聯女飛行員波利娜‧奧斯朋科（Поли́на Дени́совна Осипе́нко）命名。
目前以大烏斯京橋為界，以西為油電企業為主的辦公區，莫斯科第一所發電廠至今仍運作。大橋以東為住宅、工業及教育混合區。